# Luis Guajardo Zamorano
Luis Julio Guajardo Zamorano (Santiago, 16 de mayo de 1952-detenido desaparecido, 20 de julio de 1974) fue un ciclista e estudiante de ingeniería chileno, militante del Movimiento de Izquierda Revolucionaria (MIR) y detenido por agentes de la DINA el 20 de julio de 1974. Tenía 22 años a la fecha de la detención, es uno de los detenidos desaparecidos de la dictadura militar en Chile.

## Biografía
Luis Guajardo Zamorano, nació el 16 de mayo de 1952 en Santiago. Realizó sus estudios en el Liceo Manuel de Salas y posteriormente ingresó a la carrera de Ingeniería en la Universidad de Chile, miembro del Club "Centenario" de ciclismo y dirigente del MIR. 
Fue detenido el 20 de julio de 1974, tenía 22 años de edad. Detenido en un taller ciclista ubicado en calle San Dionisio, Santiago, por agentes de la DINA movilizados en una camioneta. Uno de los aprehensores interrogó a los dueños del taller, a Peter Tormen, de 14 años de edad, y a Sergio Tormen, campeón nacional de ciclismo, acerca de las actividades de Luis Guajardo Zamorano. Luego del interrogatorio, los agentes se marcharon. Sin embargo, los agentes aprehensores de Luis Guajardo volvieron al taller y preguntaron por un bolso que la víctima habría dejado en ese lugar. Como no obtuvieron respuesta, procedieron a detener a los hermanos Tormen Méndez. Ese mismo día, cerca de las 21 horas, los mismos sujetos se presentaron en el domicilio colindante con el taller ciclista y arrestaron a Juan Andrés Moraga Gutiérrez, entrenador de la Selección de Ciclismo de Chile. Dos días después, Peter Tormen y Juan Moraga, que habían sido recluidos en Londres 38 tras ser arrestados, fueron sacados de ese recinto secreto de la DINA en un vehículo con la vista vendada y, los dejaron en libertad en Avenida Matta con San Diego. Luis Guajardo Zamorano y Sergio Tormen Méndez permanecieron en el cuartel de la DINA de Londres 38. Testimonios de expresas políticas: Erika Hennings, Patricia Barceló y Scarlett Mathieu Loguercio, dan cuenta que Luis Guajardo estuvo recluido en Londres 38.

## Búsqueda de justicia en dictadura
El 26 de julio de 1974, su madre, Eliana Zamorano Rojas interpuso un recurso de amparo en su favor ante la Corte de Apelaciones de Santiago, rol 809 74. Finalmente, el 6 de mayo de 1975 el recurso de amparo fue rechazado en virtud de lo informado por las autoridades de gobierno, y los antecedentes fueron remitidos al Segundo Juzgado del Crimen de Santiago a fin de instruir proceso por el desaparecimiento del amparado. El 9 de mayo el 2.º Juzgado del Crimen inició el proceso 83.413-5. El 30 de abril de 1977, la Jueza Raquel Camposano Echegaray, sobreseyó temporalmente la causa 83.413-5, con el fundamento de que no se encuentra justificado en autos la existencia del delito denunciado. El 2 de octubre de 1979, el proceso fue remitido al Ministro en Visita Servando, el 12 de junio de 1980, resolvió que las respectivas causas fueran acumuladas al proceso 553-78 de la Segunda Fiscalía Militar de Santiago, y que se originó por la presentación de una querella criminal en contra del Jefe de la DINA, Manuel Contreras Sepúlveda, y en contra de Marcelo Luis Manuel Moren Brito y Rolf Gonzalo Wenderoth Pozo, coronel y teniente coronel respectivamente, por el delito de secuestro de varias personas detenidas desaparecidas), entre ellas Luis Guajardo y Sergio Tormen. Este proceso fue sobreseído en la Justicia Militar en noviembre de 1989.

## Informe Rettig
Familiares de Luis Guajardo presentaron su caso ante la Comisión Rettig, Comisión de Verdad que tuvo la misión de calificar casos de detenidos desaparecidos y ejecutados durante la dictadura. Sobre el caso de Luis Guajardo, el Informe Rettig señaló que:

“El 20 de julio de 1974 agentes de la DINA detuvieron al dirigente del MIR Luis Julio GUAJARDO ZAMORANO, quien se encontraba en un taller de bicicletas en las cercanías del Club Hípico de Santiago. Más tarde los mismos agentes volvieron al lugar para detener al dueño del taller, Sergio Daniel TORMEN MENDEZ y a dos personas más que luego fueron liberadas, entre ellas el hermano de Sergio Tormen, Peter.

El 27 de julio de 1974 fue detenido en su domicilio José Manuel RAMIREZ ROSALES, quien había reemplazado en su cargo dentro del MIR a Luis Julio Guajardo desde la detención de éste.
Los tres detenidos desaparecen en poder de la DINA habiendo testimonios de su permanencia en el recinto de Londres N° 38.

La Comisión está convencida de que estas tres personas desaparecieron por acción de agentes del Estado, en violación de sus derechos humanos”.

## Proceso judicial en democracia
El caso de Sergio Tormen y Luis Guajardo fue investigado por el ministro Joaquín Billard. El 21 de marzo del 2006, el magistrado dictó sentencia de primera instancia en la que condenó a 3 exagentes de la Dirección de Inteligencia Nacional (DINA) por su responsabilidad en el delito de secuestro calificado Sergio Tormen y Luis Guajardo. El magistado condenó a los exagentes de la DINA: Manuel Contreras Sepúlveda, Marcelo Moren Brito, la pena de 10 años de prisión y Osvaldo Romo Mena, a la pena de 5 años de prisión por su participación en calidad de autores de los delitos de secuestro calificado cometidos en la persona de Sergio Tormen Méndez y Luis Guajardo Zamorano, perpetrados en Santiago el 20 de julio de 1974.
Luego de la investigación, el magistrado en la sentencia, dio por acreditados los siguientes hechos:

Que el día 20 de julio del año 1974, Luis Julio Guajardo Zamorano, ingresó al Taller de Reparación de Bicicletas de la familia Tormen, ubicado en calle San Dionisio N° 2554 de la comuna de Santiago y luego de saludar a los dependientes -los hermanos Sergio y Peter, ambos de apellidos Tormen Méndez- le dejó un maletín al mayor de los hermanos (Sergio) y acto seguido les dijo que lo esperaran, pues iba a saludar a una niña que había visto en la calle;

Apenas Guajardo traspaso la puerta, fue detenido por personas de civil que se movilizaban en dos camionetas Chevrolet C-10 doble cabina, sin placa patente, los que lo subieron a la fuerza a uno de los vehículos y se lo llevaron en dirección a un centro de detención clandestino de la D.I.N.A., ubicado en calle Londres N° 38, situación que fue observada por los hermanos Tormen, más aún, uno de los aprehensores les preguntó si conocían a Guajardo a lo que Sergio Tormen contestó que era solo un cliente.

Luego de aproximadamente media hora, llegó otra camioneta C-10 doble cabina hasta el taller de la familia Tormen y sin mediar orden judicial alguna, se llevaron a Sergio Daniel y a Peter Robin, ambos de apellidos Tormen Méndez hasta el mismo centro de detención de calle Londres N° 38, lugar desde donde se pierde todo rastro de Luis Julio Guajardo Zamorano y de Sergio Daniel Tormen Méndez”.

El 6 de junio de 2007 la Corte de Apelaciones de Santiago ratificó la sentencia de primera instancia dictada por el ministro Joaquín Billard. En fallo unánime la Cuarta Sala del tribunal de alzada ratificó las penas dictadas en contra de los exagentes de la Dirección de Inteligencia Nacional (DINA): Manuel Contreras Sepúlveda, Marcelo Moren Brito, la pena de 10 años de prisión y Osvaldo Romo Mena, a la pena de 5 años de prisión.
La Corte Suprema, el 20 de enero de 2009, ratificó la sentencia dictada por el magistrado Joaquín Billard, la Sala Penal del máximo tribunal rechazó los recursos de casación presentados en contra de la sentencia de la Corte de Apelaciones de Santiago, la que condenó a 10 años de presidio a Manuel Contreras Sepúlveda y Marcelo Moren Brito. Los ministros Hugo Dolmestch, Carlos Künsemüller y el abogado integrante Domingo Hernández, estuvieron por rechazar los recursos de casación; en tanto, los magistrados Nibaldo Segura y Rubén Ballesteros fueron del parecer de acoger el mencionado recurso y dictar sentencia absolutoria, acogiendo la figura de la prescripción.